# 平等院

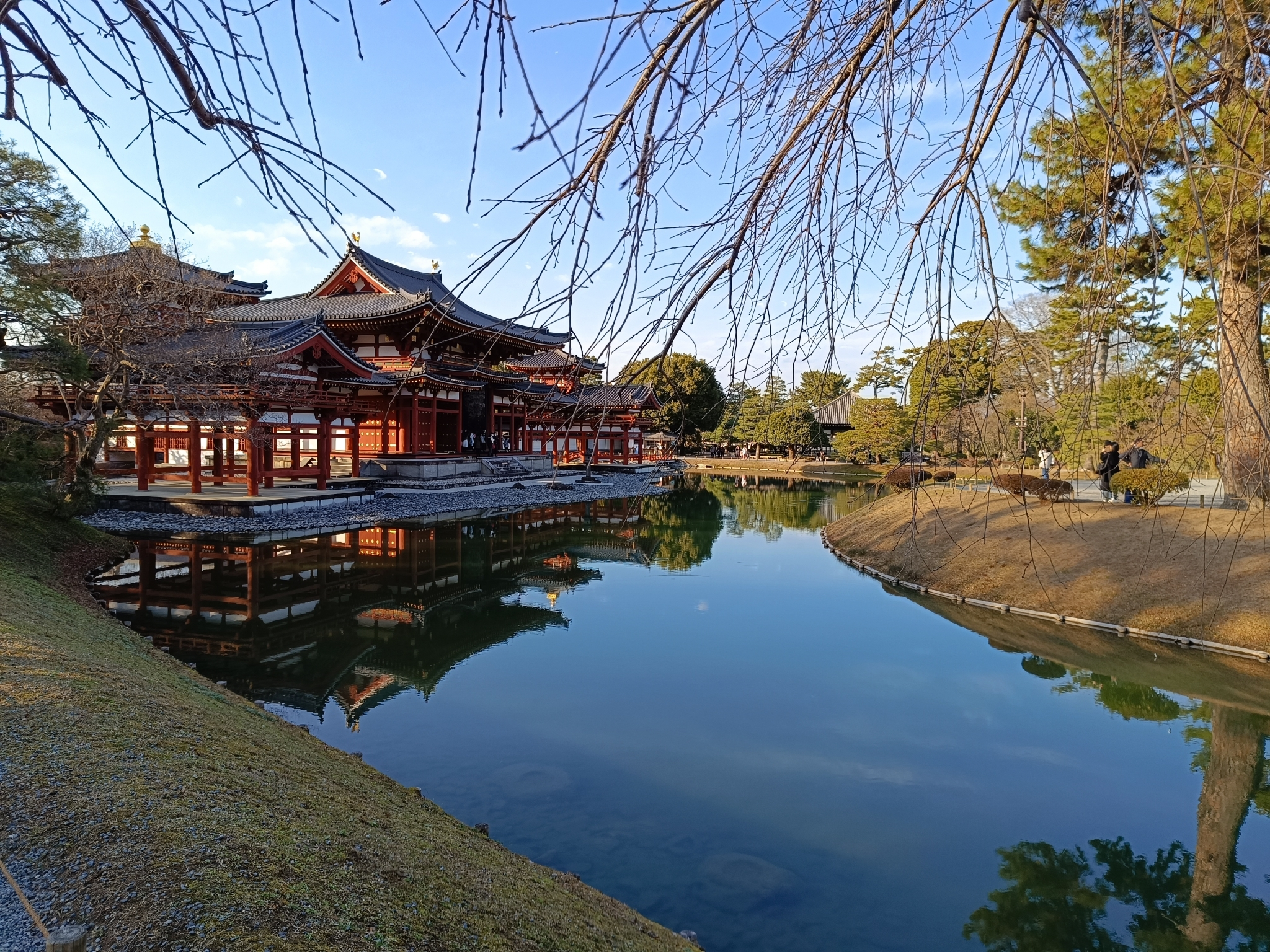
世界遺產-平等院

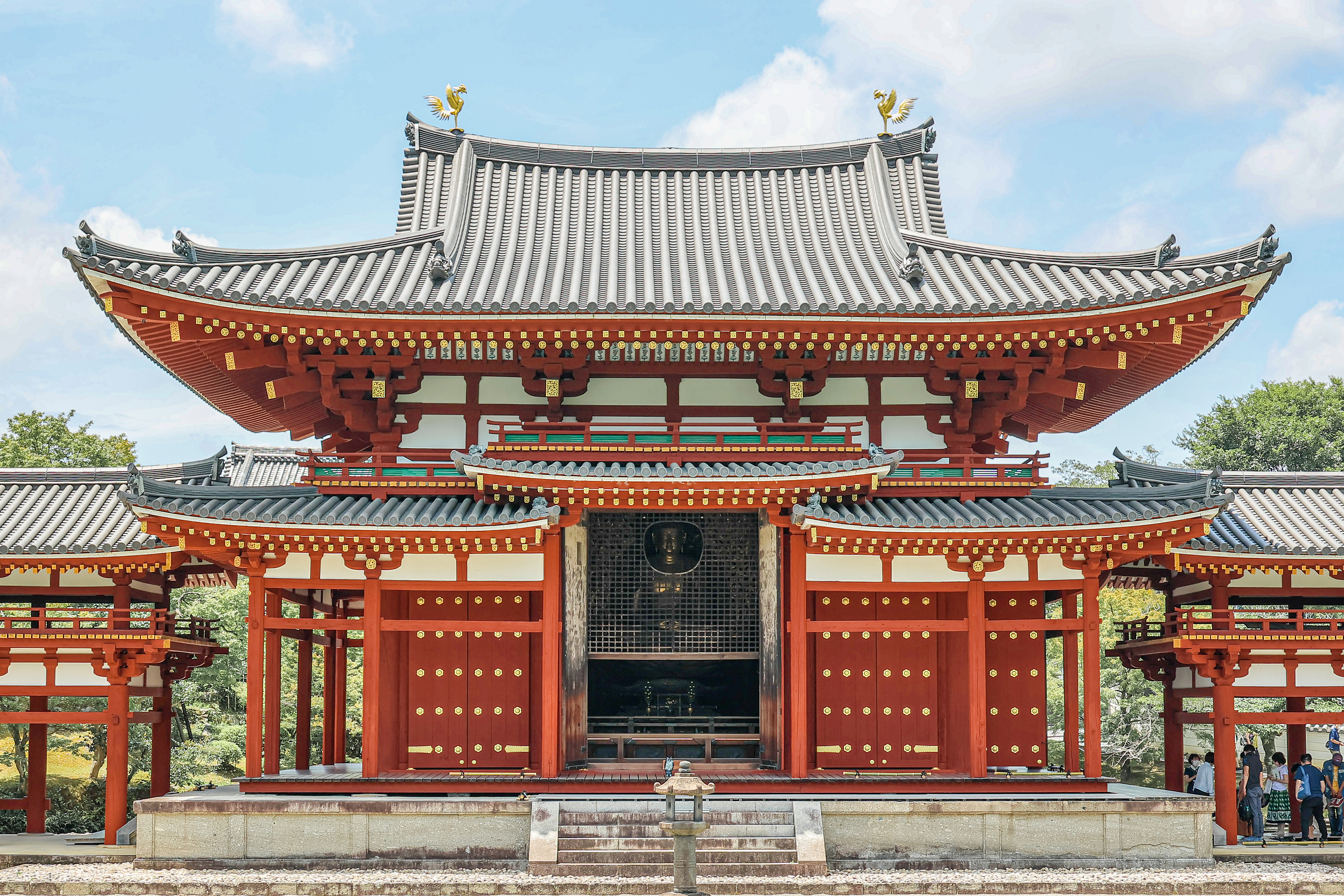
平等院大雄寶殿

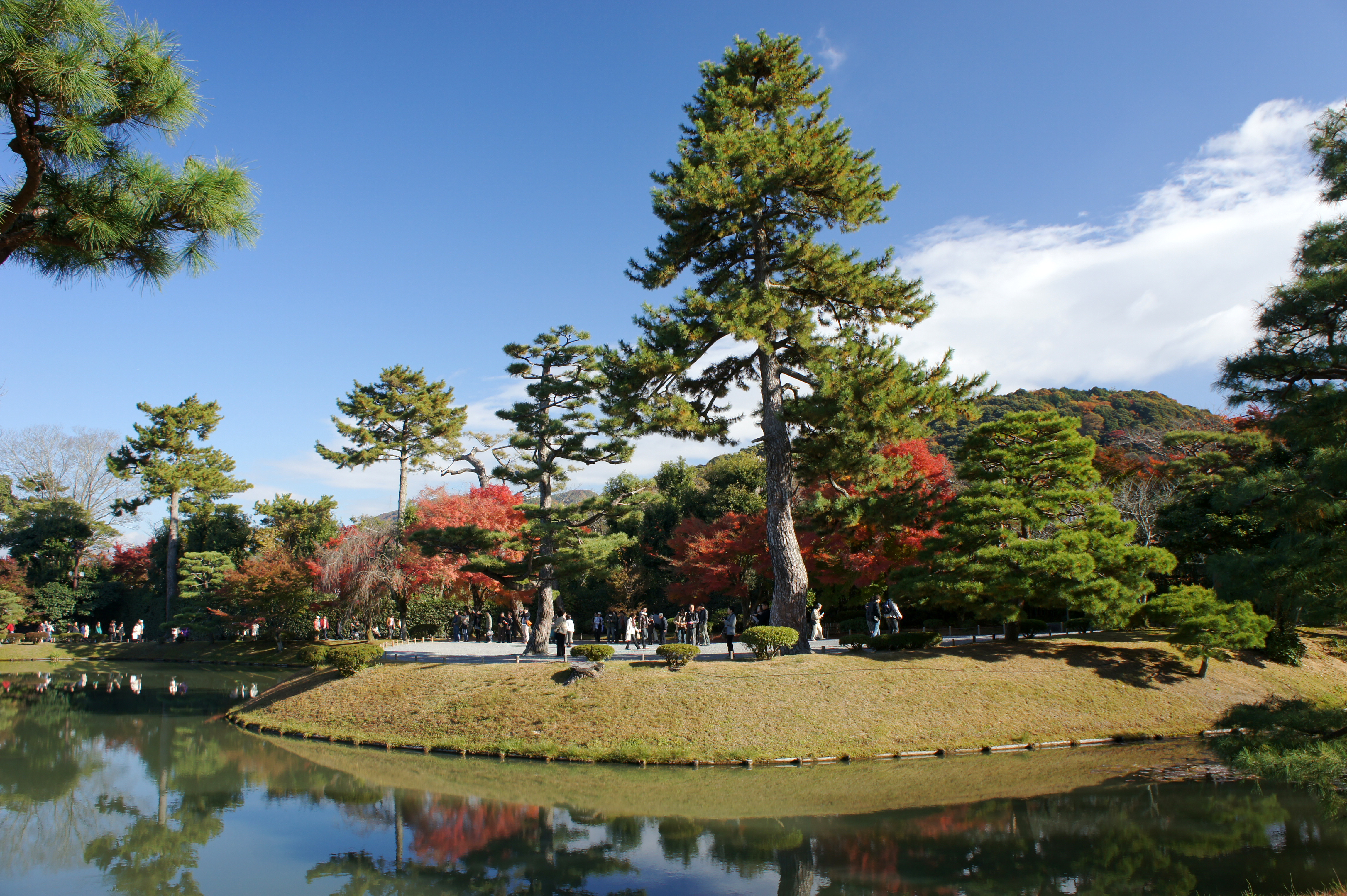
淨土庭園

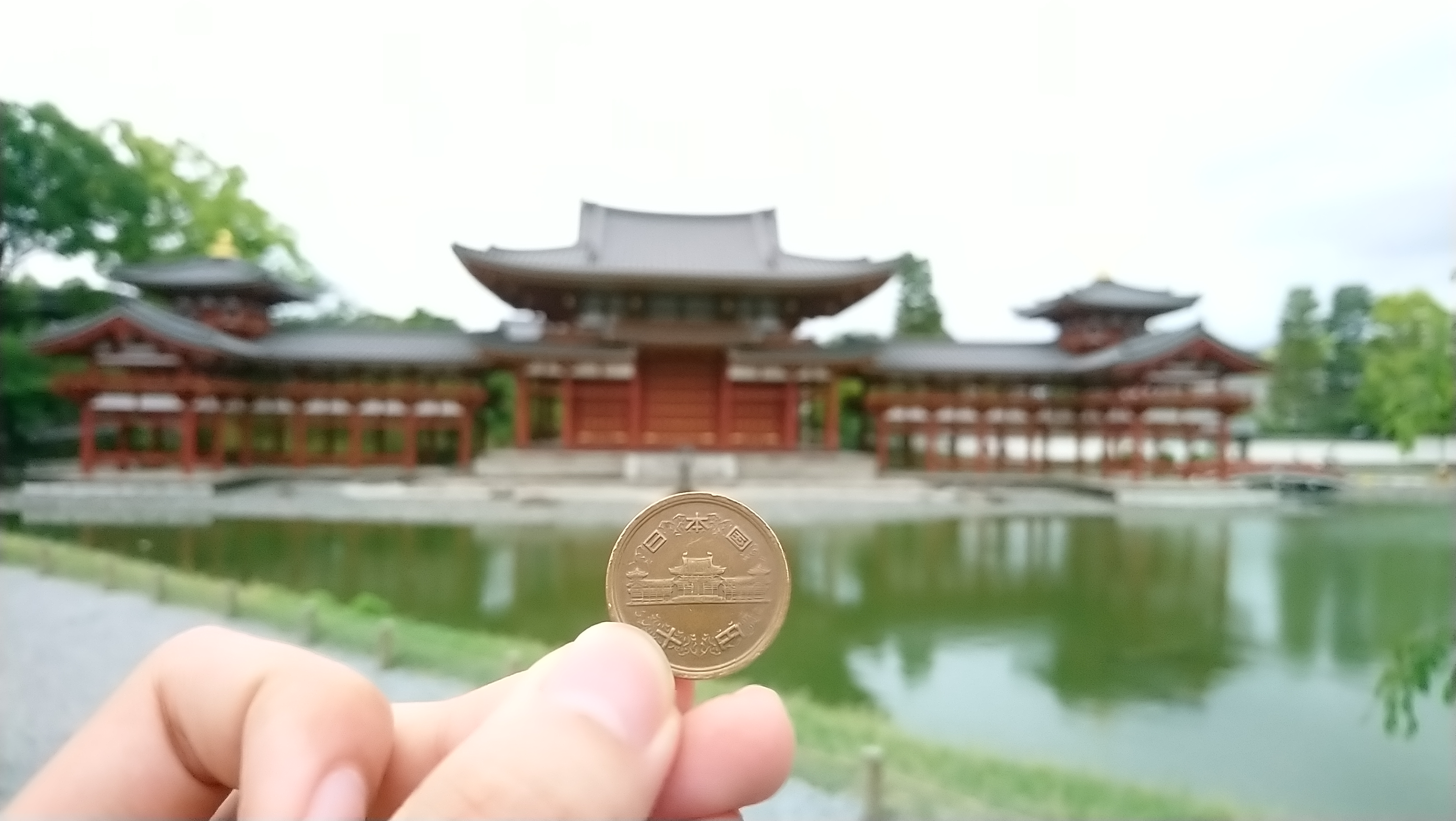
日圓10元硬幣背面的浮雕即為鳳凰堂

平等院（日语：／ Byōdōin */?）是位於日本京都府宇治市的佛寺，沿著宇治川邊興建，為日本早期木構建築，據信是古代日本人對西方極樂世界的極致具體實現。

## 簡介
該院興建於西元1053年，由平安時代權傾一時的藤原賴通改建其父別院，規模相當今日1/2宇治面積的平等院乃為引入宇治川水，依佛教末法之境，在水池之西建造阿彌陀堂，水池之東則建構象徵今世的拜殿，是為『淨土庭園』，其規格更為後來日式庭園的參考指標。
《觀無量壽經》：「若欲至心生西方者，先當觀於一丈六像在池水上。」鳳凰堂和其周圍的淨土式庭園，根據《觀無量壽經》，為了觀想西方極樂淨土的教主阿彌陀佛所造，有這樣的定說。
古老的平等院最具代表性的建築是面對阿字池而建，初期因置奉阿彌陀如來與52尊雲中供養菩薩像得名的阿彌陀堂，後因阿彌陀堂外型似欲振翅而飛的禽鳥，在中堂脊沿更有兩隻尊貴象徵的金銅鳳凰像，遂在江戶時期，更名為「鳳凰堂」。
鳳凰堂可說是集繪畫、建築、工藝與雕刻等藝術國寶於一堂之作，在『木造天蓋、雲中菩薩供奉像、鳳凰金銅像、梵鐘與壁畫』等稀有國寶級文物與「平等院」自身的歷史價值條件下，在西元1995年以古都京都的文化財的一部分被聯合國教科文組織指定為世界文化遺產，而在現今流通的10日圓硬幣與10000日圓紙鈔背後，更可見鳳凰堂圖案，代表著此處對大和民族的重要意涵。
在平成24年（2012）9月3日開始的國寶平等院鳳凰堂平成修繕工程，已於平成26年（2014）9月30日竣工。上次修復已是1950年，此次修復改以鋪設沒有光澤的古風屋瓦，並將金堂上的一對鳳凰鋪上金箔，門扇與柱子也都漆上赤棕色的丹土。

## 文化財

### 國寶
- 鳳凰堂：天喜元年（1053年）建立的阿彌陀堂，建築物為中堂、北翼廊、南翼廊、尾廊四部分組成。
- 木造阿彌陀如來坐像：一木造漆箔，高284cm。是唯一能確認是佛像雕刻者定朝所做的遺作。
- 木造雲中供養菩薩像 52軀：裝飾在鳳凰堂中堂長押上的浮雕菩薩像，各像姿勢豐富，演奏琴、琵琶、縱笛、橫笛、笙、太鼓、鼓、鉦鼓樂器的有27軀，其餘的則是合掌、拿著幡和蓮花或跳著舞等姿勢。其中的26尊目前存放在鳳翔館（日语：平等院鳳翔館）展示。
- 鳳凰堂中堂壁扉画 14面：包含了九品來迎圖、日想觀圖、本尊後壁畫。
- 木造天蓋：懸吊在本尊阿彌陀如来像上的木造天蓋。
- 鳳凰（鳳凰堂中堂舊棟飾）：設置在阿彌陀堂中堂大棟南北両端的金銅製鳳凰像。
- 梵鐘：推定和鳳凰堂同為11世紀所作，雕刻有天人、獅子、唐草紋樣的纖細浮雕，與神護寺、園城寺（三井寺）的鐘並稱為「天下的三名鐘」。現在鐘樓裡的梵鐘為複製品，真品收藏於鳳翔館。

### 重要文化財
- 觀音堂
- 木造十一面觀音立像
- 養林庵書院

### 史跡・名勝
- 平等院庭園 - 淨土式庭園。大正11年（1922年）3月8日指定。

## 外部鏈結
- 世界遺產平等院 （页面存档备份，存于）（日語）（英文）（繁體中文）（简体中文）